# Isaak Gröbli
Isaak Gröbli (* 26. April 1822 in Oberuzwil; † 27. April 1917 in Gossau) war der Erfinder der Schifflistickmaschine.

## Leben

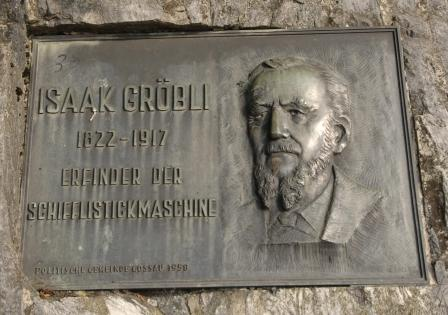
Gedenktafel an Isaak Gröbli in Gossau

Isaak Gröbli wurde als Sohn eines Schulmeisters in Oberuzwil geboren. 1826 kaufte sich sein Vater ein Haus mit Wiesland und betrieb neben der Schule noch etwas Landwirtschaft. Auch als Organist an der evangelischen Kirche und als Schreiber der Kirchenvorsteherschaft betätigte er sich. Das Geld reichte jedoch mehr schlecht als recht und so versuchte er sich, wie schon in früheren Jahren, als Weber. Lediglich zwei Jahre später arbeitete er wieder als Schulmeister. Diesmal in Niederuzwil, wo der junge Isaak zu seinem Vater in die Schule ging.
Während des Sommers fing der Vater wieder an zu weben und der Knabe musste ihm das Garn spulen. Nach und nach erlernte auch der Elfjährige das Weben.
Isaak Gröbli träumte davon, eines Tages Aufseher in einer Jacquardweberei zu werden. Zusammen mit zwei Kameraden machte sich der damals 18-Jährige zu Fuss auf nach Lyon, wo er seine Traumausbildung absolvieren wollte. In Frankreich angekommen fanden die drei jungen Männer bei Landsleuten Arbeit und Unterkunft. Die Geschäfte gingen nicht sehr gut, und so kehrte Gröbli schon nach wenigen Monaten wieder in sein Heimatdorf zurück. In Oberuzwil war in der Zwischenzeit eine neue Jacquardweberei eingerichtet worden, in der Gröbli seine erworbenen Kenntnisse gut einbringen konnte.
Im Jahr 1843 starb sein Vater und Isaak übernahm mit seiner Mutter und den drei Geschwistern den heimischen Hof samt Weberei. Er rüstete die Webstube mit acht Jacquardwebstühlen ein und wurde selbständig. 1847 wurde Gröbli, der den militärischen Rang des Feldweibels innehatte, vom Militär aufgeboten. Der Sonderbundskrieg war ausgebrochen.
Im Jahr 1848 kehrte Gröbli nach Hause zurück und musste feststellen, dass seine Weberei einige Einbussen erlitten hatte. Er entschloss sich, die Webstühle zu verkaufen und in Flawil als Webermeister für einen Fabrikanten zu arbeiten. Ein Jahr später heiratete er seine Jugendfreundin, mit der er 45 Jahre in glücklicher Ehe leben durfte.
1855 meldete sich Gröbli, der inzwischen zum Hauptmann avancierte, für einen Kurs für Infanterie-Instruktoren. Ein weiterer Militäreinsatz führte ihn im Neuenburgerhandel, dem Streit des Königs von Preussen Friedrich Wilhelm IV. mit der Schweizerischen Eidgenossenschaft um die Zugehörigkeit des Kantons Neuenburg, mit seinem Bataillon nach Diessenhofen, Schaffhausen und Rheinau. Von hier aus machte er einen Ausflug nach Töss bei Winterthur, um dort die Maschinenfabrik Rieter zu besichtigen – eine entscheidende Begebenheit in seinem Leben.
Danach arbeitete Gröbli kurz in einer Jacquardweberei in Ebnat. Wenig später konnte er die technische Leitung einer Weberei in Altstätten übernehmen. Hier wurde er aber nicht glücklich und kehrte schon bald wieder nach Oberuzwil zurück, wo er in seinem Elternhaus eine eigene Ferggerei einrichtete.
Mit dem Aufkommen der Stickmaschinen Mitte des 19. Jahrhunderts kam auch Gröblis grosse Zeit. Der Fabrikantenverein schrieb einen Wettbewerb „für die Erstellung einer leistungsfähigeren Spuleinrichtung“ aus. Zum ersten Mal zeigte sich Gröblis mechanisches Talent. Seine Konstruktion einer zehnspindeligen Spulmaschine fand grossen Anklang und wurde sogar prämiert. Als in der Umgebung von Uzwil die erste Nähmaschine auftauchte, sprang der Funke endgültig über. Gröbli wollte die zwei verwandten Arbeiten des Nähens und Stickens verbinden und so eine 200-fältige Nähmaschine erschaffen. Er brütete über der Idee und baute ein einfaches Holzmodell mit nur einer Nadel, einem Schiffchen, und einem verstellbaren Rähmchen und erschuf ein Muster. So gelang es ihm schliesslich, die bedeutende Maschinenfabrik Rieter & Co. in Winterthur für die Idee zu begeistern. Hier gelang es Gröbli, eine vollkommen mechanisch angetriebene Maschine zu bauen, welche zu vollster Zufriedenheit funktionierte. Unter Mithilfe des versierten Stickereifabrikanten Jakob Steiger-Meyer von Herisau erfolgte der Durchbruch. Die „Mechanische Stickerei Wülflingen“ wurde gegründet, in der Gröbli die technische Leitung übernahm und von seinen Erfindungen erstmals finanziell profitieren konnte.
An der Weltausstellung in Wien von 1873 erhielt die mechanische Stickerei Wülflingen die Fortschrittsmedaille. Gröbli, der eigentliche Erfinder der Schifflistickmaschine musste sich mit der Medaille für Mitarbeiter begnügen.
Mit 64 Jahren entschloss sich Gröbli, nochmals selbständig zu werden. Er richtete in Gossau ein eigenes Stickereigeschäft ein und wurde dabei von seinem zweitältesten Sohn Hermann unterstützt. Die Stickereiindustrie war aber damals bereits dem Niedergang geweiht und Gröbli fehlten die Mittel, leistungsfähigere Maschinen zu kaufen.
Isaak Gröbli lebte 31 Jahre in Gossau. 1917 verstarb er an Altersschwäche und wurde auf dem Friedhof Gossau bestattet. Das Kaufmännische Direktorium St. Gallen, die Vertreterin des Ostschweizer Stickereigebietes, anerkannte die grossen Verdienste des Verstorbenen und widmete ihm ein Grabmal mit der Inschrift:
Isaak Gröbli
dem Erfinder der Schifflistickmaschine
in Dankbarkeit gewidmet vom
Kaufmännischen Direktorium St. Gallen
Nach Aufhebung des Grabes in Gossau kam das Grabmal auf den Friedhof seiner Heimatgemeinde Oberuzwil. Am Gröbliplatz in Gossau erinnert seit Oktober 1958 ein Gedenkstein an Isaak Gröbli.

## Verbreitung der Schifflistickmaschine
| Anzahl Schifflistickmaschinen | Anzahl Schifflistickmaschinen | Anzahl Schifflistickmaschinen | Anzahl Schifflistickmaschinen | Anzahl Schifflistickmaschinen | Anzahl Schifflistickmaschinen | Anzahl Schifflistickmaschinen | Anzahl Schifflistickmaschinen |
| Jahr                          | St. Gallen                    | Appenzell                     | Thurgau                       | Andere                        | Total CH                      | Vorarlberg                    | Total                         |
| ----------------------------- | ----------------------------- | ----------------------------- | ----------------------------- | ----------------------------- | ----------------------------- | ----------------------------- | ----------------------------- |
| 1890                          | 341                           | 88                            | 113                           | –                             | 542                           | –                             | 542                           |
| 1900                          | 1391                          | 138                           | 642                           | 92                            | 2263                          | 365                           | 2628                          |
| 1917                          | 3217                          | 184                           | 1903                          | 315                           | 5619                          | 1378                          | 6997                          |